# Megachile praetexta
Megachile praetexta är en biart som beskrevs av Joseph Vachal 1910. Megachile praetexta ingår i släktet tapetserarbin, och familjen buksamlarbin. Inga underarter finns listade i Catalogue of Life.